# Гама Ошоа, Арманду Умберту да
 Арма́нду Умбе́рту да Га́ма Ошо́а  (порт.  Armando Humberto da Gama Ochôa, 28 июля 1877, Браганса, Королевство Португалия — 9 июня 1941, Виши, Франция) — португальский военный и политик, один из руководителей военного переворота 1926 года и член Первого триумвирата Португалии в 1926 году.

## Биография
Арманду Умберту да Гама Ошоа родился 28 июля 1877 года в городе Браганса одноимённого округа северной провинции Траз-уж-Монтиш и Алту-Дору (ныне субрегион Алту-Траз-уж-Монтиш) в семье судьи Франсишку Антониу Ошоа (порт. Francisco António Ochôa, 04.03.1839 — 22.12.1912) и Аделаиды Августы Коэлью де Абреу Менезеш Тейшейры де Соузы Гедеш да Гамы (порт.  Adelaide Augusta Coelho de Abreu de Meneses Teixeira de Sousa Guedes da Gama, 02.02.1854 −28.11.1888). Окончил Военно-морскую академию и с 1898 года служил офицером военно-морского флота Португалии. В 1901 году был произведён в алферсы (прапорщики). 
Состоял в рядах масонов (речь идёт о масонской организации из Лиссабона). 
После революции 1910 года поддерживал президентскую Партию юнионистов и республиканцев и в 1915 −1917 годах был депутатом Национального собрания от этой партии. Принял участие в колониальных кампаниях и в военных действиях Первой мировой войны.
Арманду Умберту да Гама Ошоа смог заслужить некоторые награды. 11 марта 1919 года он был кавалером Военного ордена Сан-Бенту-де-Авис, а 8 марта 1929 года он был награжден Большим крестом Военного ордена Господа нашего Иисуса Христа. 
Алфреду Умберту Гама Ошоа стал одним из руководителей военного переворота 28 мая 1926 года, известного как Национальная революция. С первых дней выступления он вошёл в состав Революционной хунты Жозе Мендеша Кабесадаша в Лиссабоне. 1 июня после встречи руководителей движения в Коимбре Гама Ошоа вошёл в состав Первого триумвирата а также занял посты министра иностранных дел и министра народного образования. Однако нахождение Арманду Гамы Ошоа у вершин власти было недолгим. Уже через три дня на новой встрече в Сакавене по настоянию генерала Мануэла Гомеша да Кошты Гама Ошоа был выведен из состава триумвирата и заменён генералом Ошкаром Кармоной, за которым стояла 4-я дивизия португальской армии. В правление Второго триумвирата он недолго замещал Гомеша да Кошту на посту министра колоний, пока не был отправлен в отставку вместе с Кармоной и Антониу Клару после конфликта вокруг декрета о религии. Вскоре изгнанный из правительства Гама Ошоа был назначен послом во Францию и на родину больше не вернулся. ПослеПосле того, как Париж был оккупирован нацистской Германии он был переведен с французским правительством в Виши, где и умер.
Арманду Умберту да Гама Ошоа скончался 9 июня 1941 года в Виши, Франция.

## Частная жизнь
В 1909 году Арманду Гама Ошоа женился на Марии душ Празереш де Карвалью Ребелу Тейшейре Сирне де Бетанкур (порт. Maria dos Prazeres de Carvalho Rebelo Teixeira Cyrne de Bettencourt; 1888—1961).

## Награды
| Страна     | Дата вручения   | Награда                                 | Награда                                 | Литеры |
| ---------- | --------------- | --------------------------------------- | --------------------------------------- | ------ |
| Португалия | 11 марта 1919 — | Рыцарь ордена Святого Беннета Ависского | Рыцарь ордена Святого Беннета Ависского | CavA   |
| Португалия | 8 марта 1929 —  | Кавалер Большого креста ордена Христа   | Кавалер Большого креста ордена Христа   | GCC    |